# Expedició a l'illa de Yeu
L'expedició Ile d'Yeu, va tenir lloc del 26 d'agost de 1795 al 21 de novembre de 1795, durant la Revolució Francesa.
El comte d'Artois (futur Carles X de França), va embarcar el 26 d'agost de 1795 a bord del Jason, vaixell insígnia. Tenia amb ell el seu fill gran el duc d'Angoulema, el seu fill petit el duc de Berry lluitant aleshores a l'exèrcit del príncep de Condé. El seu personal estava format per Louis François Carlet de La Rozière, major general; de Chasseboeuf, major general de cavalleria; Roll, ajudant general; Valcourt, comissari general; Dufort, Jablancourt, Charles César comte de Damasc, Louis Pierre de Chastenet, comte de Puységur, ajudants de camp.

## Embarcament
Endarrerida pels vents, la flota (una seixantena de vaixells) no va sortir de Portsmouth fins al 23 d'agost de 1795. El comte d'Artois es va alegrar; va escriure a François de Charette:
| « | "Aquí estic per fi a prop vostre, senyor, i si el cel ho permet, el nostre retrobament complirà els nostres desitjos mutus". | » |

El comte Grignon de Pouzauges va portar aquesta missiva a François de Charette.

## Desembarcament a l'illa de Houat
La flota va tocar l'illa de Houat, prop de Quiberon, el 12 de setembre de 1795. Allà es van refugiar els supervivents de l'expedició de Quiberon. Els britànics els van portar menjar i municions, tal com estava previst. El comte d'Artois va anar a terra, va parlar amb aquesta gent desafortunada i va fer celebrar un servei en memòria dels morts en combat o afusellats a Auray. La Roche-Bernard, un dels supervivents, li va dir que no havia de comptar amb la Bretanya, ella continuava sent reialista però el fracàs de Quiberon l'havia impactat de terror; Va ser amb molta dificultat que Georges Cadoudal i les seves colles havien fugit del niu de vespes. Caldria un cos d'almenys 20.000 homes per convèncer els chouans de deixar els seus caus i tranquil·litzar la població. Aquesta va ser una informació de primer ordre i un avís, perquè la situació no era la millor a la Vendée. El comte d'Artois no ho va tenir en compte. Comptava amb els 25.000 anunciats per François de Charette i amb l'efecte produït per la seva presència a la Vendée. Era evident que havíem d'actuar ràpidament. Van perdre diversos dies a l'illa de Houat, simulant després desembarcaments a Croisic i Susanio, per tal d'enganyar els republicans.

## Desembarcament a la badia de Bourgneuf
La flota va arribar a la badia de Bourgneuf el 25 de setembre de 1795. Amb l'ordre de rendir-se, el general Cambray es va defensar. La seva artilleria va respondre enèrgicament a la dels vaixells britànics. El general Doyle, d'acord amb Warren, va considerar inútil resistir-se. Doyle va donar l'ordre de desembarcar a l'illa de Yeu. Aquesta illa estava a només 29 km de la costa de la Vendée: la connexió semblava més fàcil.

## Desembarcament a l'illa de Yeu
L'illa de Yeu va ser presa amb facilitat, només tenia una guarnició de 75 soldats per a la defensa, i la majoria dels homes servien a l'armada republicana, només estava habitada per 1.200 dones i entre 200 i 300 nens i ancians.
Lazare Hoche va guanyar Les Sables-d'Olonne el 3 d'octubre amb 400 cavallers. Els voluntaris i mariners que van escapar de l'illa gràcies a un vaixell li informen:
| « | "L'illa va ser presa el matí del 30 de setembre pels anglesos. S'hi van presentar amb un nombre de 80 veles i van ordenar al comandant francès amb 74 homes de guarnició que es rendissin. Mentre parlaven, 600 emigrants van desembarcar i es van fer càrrec de l'illa. No es van fer insults. Des dels vaixells venien moltes dones i fills d'emigrants. | » |

El 2 d'octubre de 1795, el comte d'Artois desembarca a l'illa de Yeu i s'instal·la a Port-Breton a la casa de Cadou. Estava esperant la resposta de François de Charette. Però el 25 de setembre de 1795, l'exèrcit de François de Charette fou esclafat a Saint-Cyr. Dispersat, havia reunit dolorosamente 9.000 homes. Havia escrit al comte d'Artois el 16 de setembre de 1795 per aconsellar el desembarcament a la badia d'Aiguillon (al nord de l'illa de Ré). La derrota de Saint-Cyr el va obligar a retirar-se al camp, lluny de la costa.

El comte d'Artois no havia rebut la carta del 16 de setembre de 1795. Desconeixia la derrota de Saint-Cyr. El 5 d'octubre de 1795 va escriure a François de Charette:
| « | "Us demano, fins i tot us ordeno que em doneu algun punt des de Bourgneuf fins a Pointe d'Aiguillon, on podreu portar aquest dia anomenat, un cos d'uns centenars de cavalls; Jo hi seria sense falta... Tots els retards que experimento m'afecten, però no debilitaran la meva constància ni la solidesa de la meva resolució." | » |

El mateix dia François de Charette va escriure al príncep:
| « | "És impossible per a mi anar amb el meu exèrcit a la costa per fer un desembarcament, ja que els republicans sempre tenen els ulls fixats en mi." | » |

No obstant això, proposà al comte d'Artois de desembarcar a Saint-Jean-de-Monts. Enviaria tres de les seves divisions a aquest port, alhora que atreia els republicans amb un fals atac. Aquesta carta va ser interceptada. Aquell mateix dia, un dels fills del príncep de Condé va desembarcar a l'illa de Yeu; va venir a lluitar a les files de la Vendée. Era massa tard. La temporada avançava. Les costes de Vendée estaven esquitxades de llocs republicans. El fill del príncep de Condé, Lluís V Josep de Borbó, va jutjar la situació compromesa.
El comte d'Artois es va mantenir confiat. No va ser el cas del seu seguici i dels soldats del cos expedicionari. L'illa de Yeu és només un altiplà de granit, enmig del mar. Els vents d'equinocci van escombrar aquesta terra. Els soldats només tenien les seves tendes per refugiar-se. Van patir el fred, la pluja, la manca de menjar. L'illa oferia pocs recursos. La població era hostil. El comte d'Artois va ordenar al marquès de Rivière que contactés amb François de Charette. El marquès de Rivière no va tornar i va correr la brama que havia estat afusellat. La desmoralització anava guanyant en el més decidit. El 10 d'octubre de 1795, el fill del príncep de Condé va abandonar l'illa de Yeu. Segons el seu testimoni, el comte d'Artois li hauria encarregat d'informar a Lord Grenville (el ministre d'Afers Exteriors anglès) de la situació en què es trobava, i del seu desig d'apropar-se a Guernsey o a la Gran Bretanya, ja que la situació en què es trobava François de Charette va continuar fent impossible trobar-se, com es temia.
A l'illa de Yeu van arribar emissaris procedents de Bretanya. Georges Cadoudal es va despertar. La vella rivalitat entre Joseph de Puisaye i François de Charette va ressorgir. Exigint urgentment l'arribada del comte d'Artois a Bretanya, ja que no havia pogut desembarcar a Vendée... per culpa de Charette. El comte d'Artois no va voler saber més de Joseph de Puisaye. Pel que fa a Bretanya, coneixia els seus mitjans i la seva situació. Els emissaris van rebre promeses vagues i van ser rebutjats. El mateix va passar amb els enviats del general Nicolas Stofflet: Charles Marie Auguste Joseph de Beaumont, comte d'Autichamp i La Béraudière. El mar es tornava amenaçador. A les pressions dels que envoltaven el comte d'Artois es van afegir les dels britànics. No volien sacrificar els seus vaixells ni els seus homes per a la glòria del comte d'Artois i la salvació de la Vendée.

Per la seva banda, el general Lazare Hoche va proposar a la Convenció que capturessin el comte d'Artois. Es van donar ordres al comte Louis Thomas Villaret de Joyeuse. Però aquest últim, bloquejat a Lorient, no va poder forçar la vigilància britànica. Pel que fa a François de Charette, va persistir en l'esperança. Havia cregut que el comte d'Artois desembarcaria prop de Saint-Jean-de-Monts, seguint el consell que li havia donat. Va aconseguir reunir alguns dels seus genets, va esquivar la vigilància dels blaus (republicans) i va arribar al poble de La Tranche. Vam veure una barca, vam pensar que era el comte d'Artois. Només era el comte Grignon de Pouzauges. Va venir a informar François de Charette de la impossibilitat del desembarcament i a donar-li una espasa d'honor del comte d'Artois. A la fulla hi havia gravat aquesta inscripció: "Mai em rendeixo". François de Charette va cridar, pàl·lid de ràbia:
| « | "Aneu i digueu als vostres líders que m'heu portat la meva condemna a mort. Avui, tinc 15.000 homes. Demà, em quedaran 1.500. En no complir la seva paraula, els vostres líders em priven, de tots els mitjans de servir-los només em queda fugir o buscar una mort gloriosa: La meva elecció està feta: periré amb les armes a la mà." | » |

(Aquestes paraules potser no són autèntiques però reflecteixen la realitat).
Tanmateix, François de Charette va continuar esperant el comte d'Artois, amb l'esperança d'un canvi d'opinió. Va prendre la iniciativa de reconciliar-se amb Nicolas Stofflet, el seu rival. Va enviar el marquès de Rivière a l'illa de Yeu. Es va aferrar al pensament que, mentre el comte d'Artois romangués a l'illa de Yeu, no es perdia res. Quan Rivière va arribar a Port-Breton, el comte d'Artois ja no hi era, havia agafat el camí de la Gran Bretanya. Rivière creia que era a Bretanya, que Joseph de Puisaye finalment havia guanyat François de Charette. Aquest últim tampoc no coneixia la sortida del comte d'Artois. Li va mostrar un punt de desembarcament a la badia de Bourgneuf. El 21 de novembre de 1795, tres emissaris vingueren a lliurar-li una carta del comte d'Artois. Va donar les raons per les quals no havia pogut desembarcar, atribuint la responsabilitat als britànics. També va donar les seves instruccions sobre les properes campanyes i es va comprometre a tornar.